# Північне мистецтво

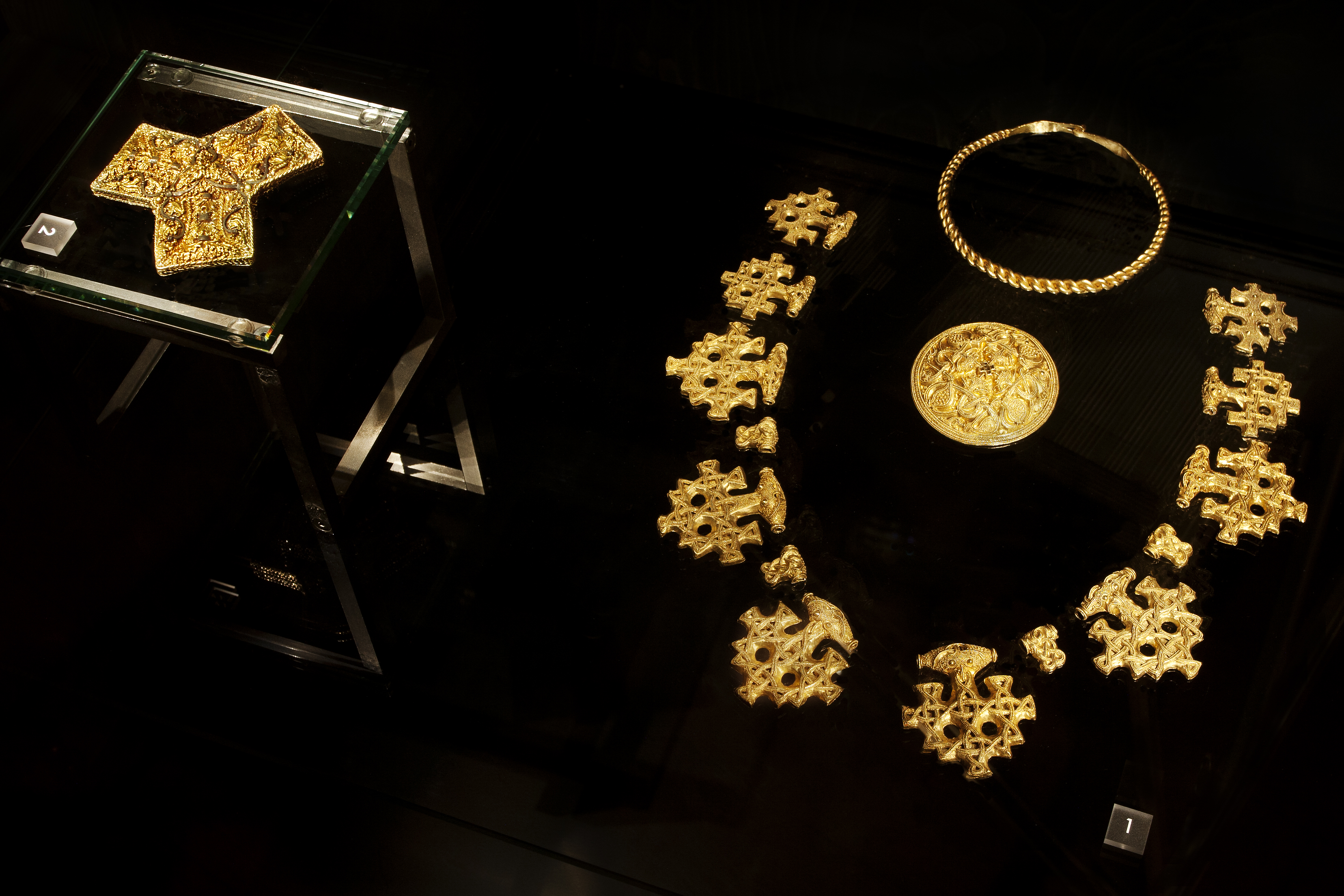
Золоті прикраси 10-го ст. зі скарбу з Хіддензее, в яких змішуються північні язичницькі та християнські символи.

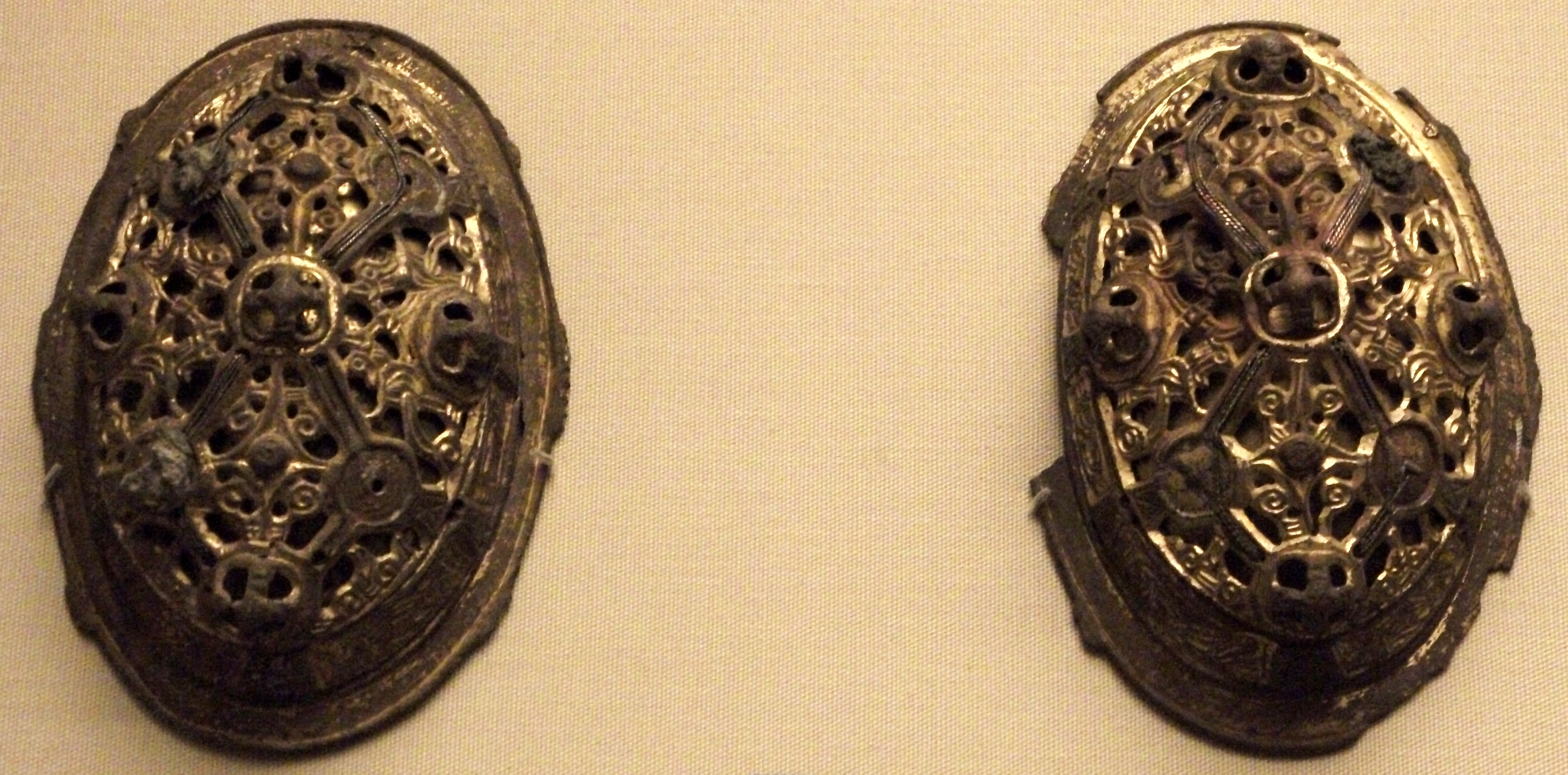
Пара «черепахових» брошей, які носили одружені жінки-вікінги

Північне мистецтво (норв. Norrøn kunst, англ. Norse art) або мистецтво вікінгів (англ. Viking art) — це термін, загальноприйнятий для мистецтва Скандинавії та поселень вікінгів за її межами — особливо на Британських островах та в Ісландії — протягом епохи вікінгів (8-11-те ст н. е.). Мистецтво вікінгів мало багато спільних елементів з кельтським, германським, пізніше романським та східно-європейським мистецтвом, поділяючи впливи з кожною з цих традицій.

## Історичний контекст

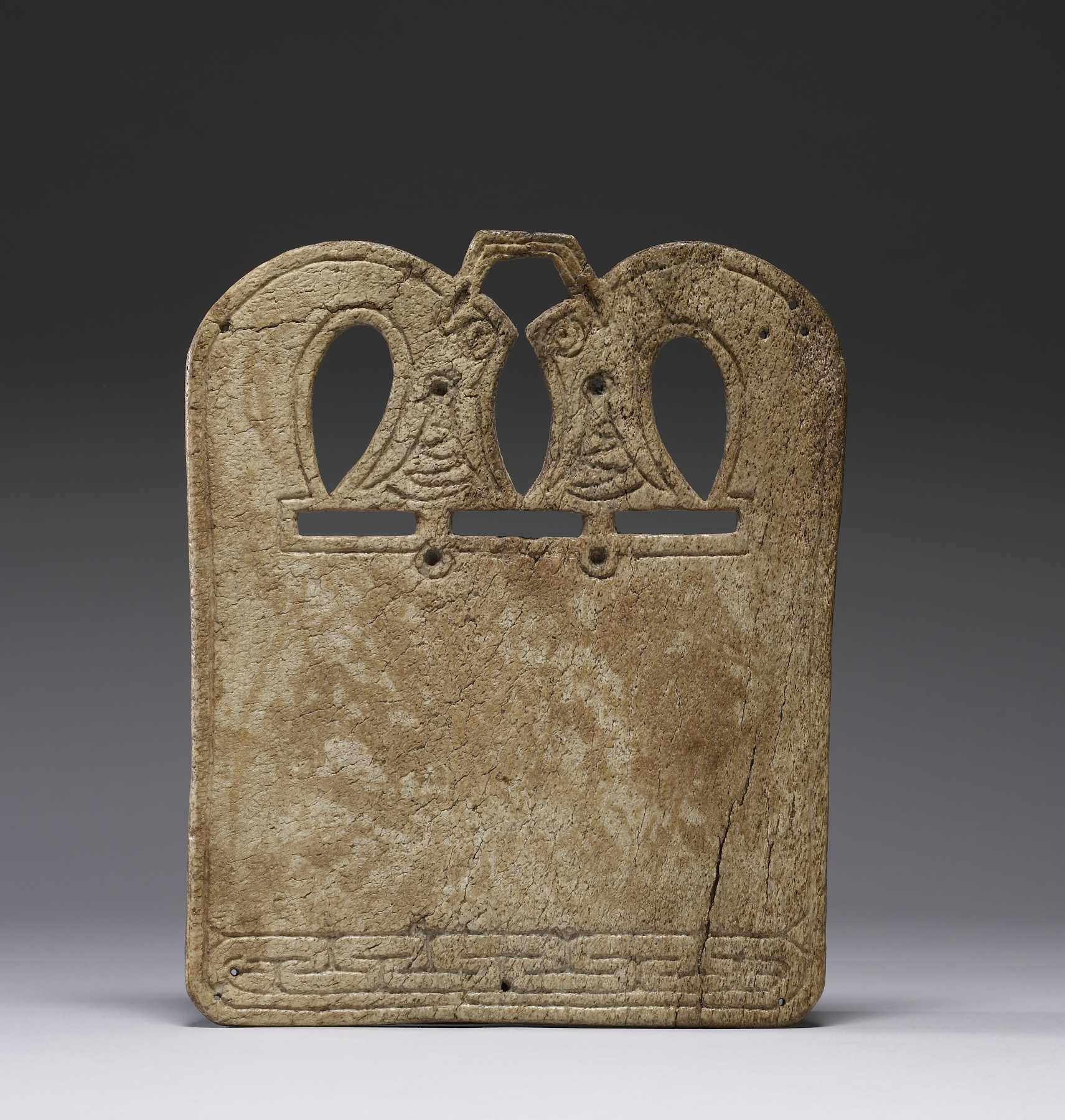
Декоративна пластина з китової кістки, 8-кінець 9 ст., 22×18,3×0,8 см

Регіонально вікінги походили зі Скандинавії, найпівнічнішого півострова континентальної Європи, а от сама назва «вікінг» ймовірно походить від їх назви для берегових нападів — діяльності, за якою вони стали відомі іншим народам регіону. Альтернативна назва вікінгів, норсмен ('північні люди'), вказує на їх північну домівку. Українською вони також мали назву «варяги».
Вікінги здійснювали напади на заможні цілі північно-західної Європи з кінця 8-го до середини 11-го сторіччя. Дохристиянські торговці та грабіжники, вікінги вперше потрапили у письмову згадку після їх нападу на християнський монастир на острові Ліндісфарн 793 року.
Спочатку вікінги використовували свої «довгі кораблі» (норв. Langskip) для нападу на європейські береги, гавані та річкові поселення на сезонній основі.
Пізніше вони розширили свої види діяльності торговими подорожами на схід, захід та південь від Скандинавії; регулярні подорожі відбувались річковими системами на схід до Прибалтики та Росії та у регіони Чорного і Каспійського морів, та на захід до берегів Британський островів, Ісландії та Ґренландії. Існують свідчення, що вікінги досягли Ньюфаундленда задовго до пізнішого відкриття «Нового світу» Христофором Колумбом.
На додаток до торгової діяльності, у багатьох з цих регіонів засновувались поселення або відбувалась колонізація.

## Наукові дослідження
Хоча початок досліджень припадає на кінець 19-го ст., історія північного мистецтва вперше досягла зрілості на початку 20-го ст. з детальною публікацією аналізу складних різьблень по дереву, знайдених 1904 року як частини Озерберзського поховання у човні, норвезьким археологом Хоконом Шетелігом (норв. Haakon Shetelig).
Але основу до систематичної характеризації мистецтва вікінгів (яка використовується і сьогодні) та розвинену хронологічну рамку створили англійський археолог Девід М.Вілсон та данський археолог Оле Кліндт-Дженсен працею 1966 року «Мистецтво вікінгів» (англ. Viking Art).
У подальшому Девід Вілсон друкував переважно англомовні дослідження північного мистецтва, а в останні десятиліття до нього приєдналась норвезька історикиня Сігне Хорн Фуглесанг (норв. Signe Horn Fuglesang) з власними важливими публікаціями. Разом ці двоє вчених поєднали науковий вплив та доступність для просування розуміння мистецтва вікінгів як окремого стилю.

## Історичні джерела
В цілому, поточні знання про мистецтво вікінгів переважно покладаються на більш витривалі предмети з металу та каменю; предмети з деревини, кістки, білої кістки та текстилю збереглись значно рідше; зразки шкіри людини, яка за історичними свідченнями у вікінгів часто була рясно вкрита татуюваннями, не збереглися і навряд чи будуть знайдені. Тому вцілілий спектр художнього вираження є неповним. Однак археологічні дослідження, які тривають, та випадкові знахідки можуть у майбутньому покращити ситуацію.

### Дерево та органічні матеріали

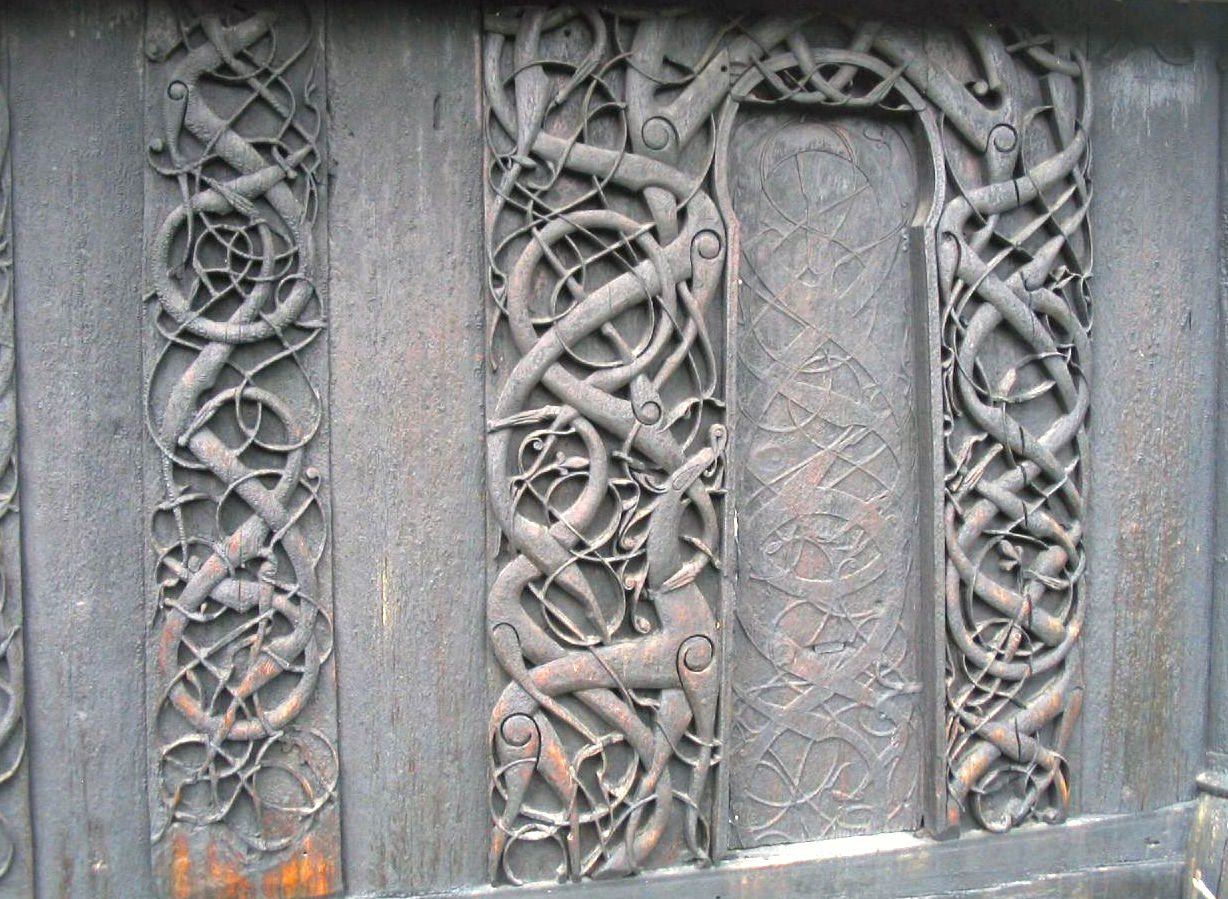
Різьблення по дереву в Урнеській ставкірці в Норвегії — рідкісний приклад

Без сумніву дерево, легкодоступний у північній Європі матеріал, різьблення по якому досить легке, було основним матеріалом для північного мистецтва. Важливість дерева як мистецького матеріалу підкреслена відкриттям випадково збережених дерев'яних предметів мистецтва початку та кінця епохи вікінгів, а саме різьблень Озеберзького корабельного поховання початку 9-го ст. та різьбленого оздоблення Урнеської ставкірки кінця 11-го ст. Як зазначав Грехем-Кемпбелл: «Ці видатні збережені артефакти дозволяють нам створити хоча б уявлення, чого ми не бачимо з загального обсягу мистецтва вікінгів, хоча дерев'яні фрагменти та різьблення меншого розміру по інших матеріалах (таких як роги оленів, бурштин та кістки моржів) дають додаткові натяки. Те саме справджується і для текстильного мистецтва, хоча прядіння та вишивка явно були розвинені.»

### Камінь
За виключенням готландських картинних каменів, які були поширені у Швеції на початку епохи вікінгів, різьблення по каменю очевидно не практикувалось в інших регіонах Скандинавії до середини 10-го ст. і створення королівських монументів в Еллінзі (Данія). Після цього, та ймовірно під впливом поширення християнства, використання різьбленого каменю для постійних пам'яток стало поширенішим.

### Метал

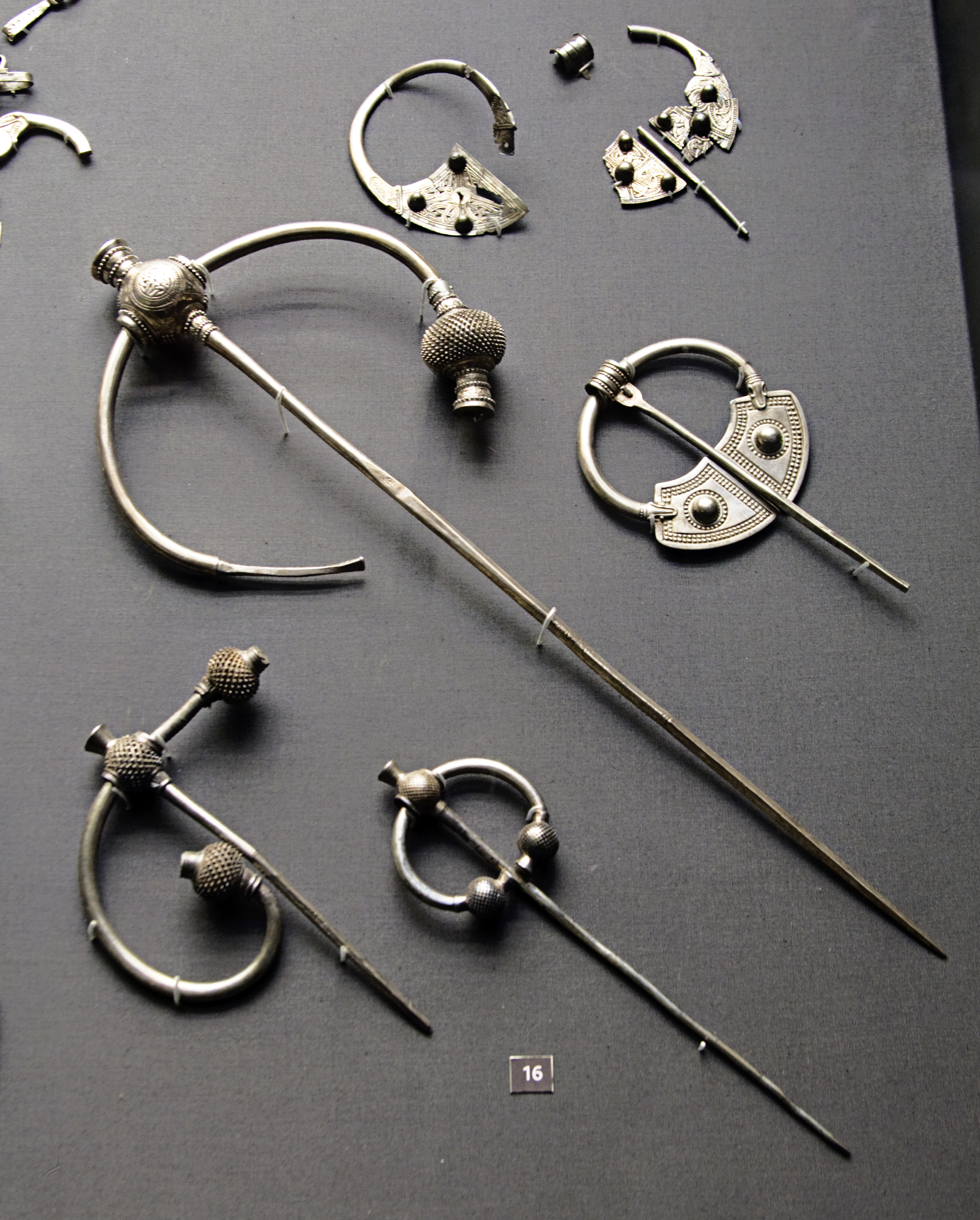
Срібні розімкнуто-кільцеві фібули з Пенритського скарбу (північна Англія епохи вікінгів, початок 10-го ст.)

Крім дискретних свідчень артефактів з дерева та каменю, реконструйована історія мистецтва вікінгів на поточний час спирається на дослідження орнаментів робіт по металу з великої кількості різних джерел. Їх збереженню сприяли кілька типів археологічного контексту, а витривалість коштовних металів сприяла збереженню мистецького наміру та зусиль.
Прикраси носили і жінки, і чоловіки, хоча і різних типів. Одружені жінки зчеплювали свій верхній одяг на плечах схожою парою великих брошок (фібул). Сучасні науковці часто називають їх «черепаховими» брошками через їх вигнуту овальну форму. Форми та стилі парних жіночих брошок регіонально відрізнялися, але багато з них мали ажурність. Жінки часто поєднували броші металевими ланцюгами або намистом з намистин чи підвішували прикраси під брошкою. Чоловіки носили кільця на пальцях, руках та шиях та скріплювали плащі розімкнуто-кільцевими фібулами, часто з надмірно довгими шпильками. Їх зброя часто була сильно прикрашена на окремих ділянках, наприклад на ефесі меча. Вікінги переважно використовували срібні чи бронзові прикраси, останні деколи позолочені, але також була знайдена невелика кількість великих розкішних предметів або наборів з чистого золота, що ймовірно належали королівській родині чи важливим фігурам.
Через поширену практику супроводжувати померлих предметами для потойбічного життя у похованнях епохи вікінгів часто знаходять прикрашені роботи по металу для повсякденного вжитку. Померлих вдягали у їх найкращий одяг та прикраси й ховали зі зброєю, інструментами та предметами домашнього вжитку. Менш часто, але також важливо для вивчення епохи, знаходять предмети з дорогоцінних металів у скарбах, які ймовірно часто ховались власниками, що не змогли пізніше до них повернутися, хоча деякі могли бути сховані як подарунки богам.
Через зростання останніми роками популярності та законності металодетекції, матеріал для досліджень швидко збільшується за рахунок таких випадкових знахідок одиничних металевих предметів (більшість з яких ймовірно були випадково втрачені).
Хоча монети вікінгів добре підходять до останньої категорії, вони є окремою категорією артефактів епохи вікінгів, оскільки їх дизайн та орнаменти в цілому були незалежними від зміни стилів загалу мистецтва вікінгів.

### Інші джерела
До невізуальних форм інформації про мистецтво вікінгів належить скальдична поезія, складна форма поезії, створена в епоху вікінгів, що передавалася усно, доки не була записана сторіччя після створення. У кількох віршах йдеться про мальовані форми мистецтва, які рідко вціліли на дереві чи камені. Наприклад, скальд 9-го ст. Браґі Боддасон згадує чотири ймовірно непов'язані сцени, намальовані на щитах. Одна з цих сцен зображувала риболовну подорож бога Тора; цей мотив також згадується у поемі 10-го ст. Улфра Уггасона (норв. Úlfr Uggason) при описі розпису у новозбудованій залі в Ісландії.

## Витоки і передісторія
Основою мистецтва вікінгів стала безперервна мистецька традиція, спільна для майже всієї північно-західної Європи, що почала розвиток 4-му ст. до н. е., а саме загальний фокус на зображенні стилізованих звіриних орнаментів на різних предметах.
Історик мистецтв Бернхард Салін був першим, хто систематизував германський звіриний орнамент, поділивши його на три стилі (I, II та III). Останні два пізніше були дані поділені Арвідссон на ще три стилі: стиль C, який процвітав у 7-8-му ст. н. е. до заміни (особливо у південній Скандинавії) стилем D. Стилі C та D були натхненням для початку звіриних орнаментів в епоху вікінгів, стилю E, більше відомого як стиль Озеберг / Броа. Стилі D та E розвивались у широкому скандинавському контексті, який, хоча і перебував у загальному полі північно-західного європейського звіриного орнаменту, мав мало впливу за межами Скандинавії.

## Стилі

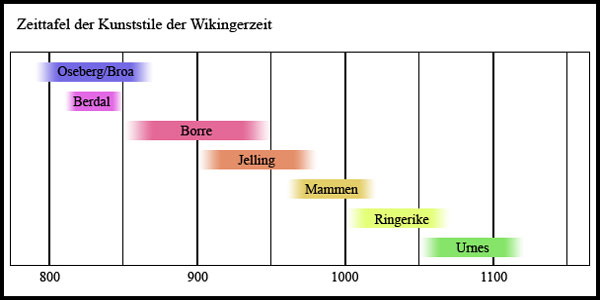
Часова шкала північних звіриних стилів.

Мистецтво епохи вікінгів поділяють на стилі у нежорсткій послідовності; ці стилі, незважаючи на перехресність по часу та стилістичних елементах, можуть бути відокремлені на підставі формальних елементів дизайну та повторюваних композицій та мотивів:
- Озеберзький стиль
- стиль Борре
- Еллінзький стиль
- Мамменський стиль
- стиль Рінгеріке
- Урнеський стиль

У найбільш чистій формі ці стилі існували у Скандинавії;  в інших частинах світу вікінгів вони часто відчувають вплив зовнішніх культур. Наприклад, на Британських островах, історики мистецтв вказують на наявність «острівних» версій скандинавських мотивів, часто поруч з «чистими» версіями.

### Озеберзький стиль

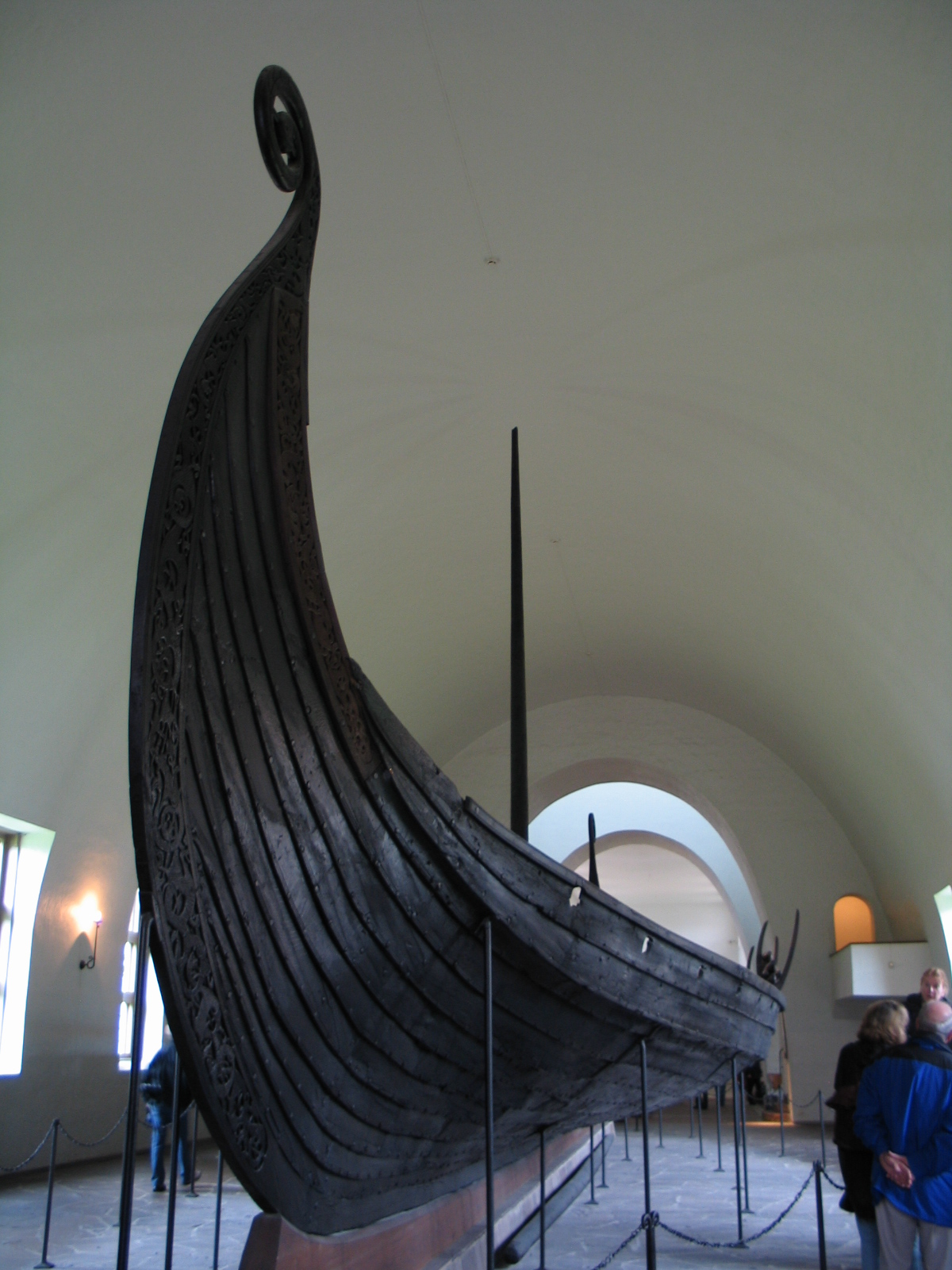
Озеберзький корабель у Музеї кораблів вікінгів, Осло.

Озеберзький стиль (англ. Oseberg Style) характеризує початкову фазу північного мистецтва. Його назва походить від Озеберзького кораблія, добре збереженого та вишукано декорованого довгого корабля вікінгів, знайденого у великому поховальному кургані на фермі Озеберг поблизу Тенсберга у Вестфолі, Норвегія, в якому також містилась велика кількість інших добре прикрашених дерев'яних об'єктів. Зараз корабель розташований у Музеї кораблів вікінгів, Осло.
Характерним мотивом стилю, що чітко відрізняє раннє північне мистецтво від його попередників, є так званий «звір, що хапає». Основними рисами такого звіру є лапи, які хапають рамки довкола нього, сусідніх звірів або частини власного тіла. Стиль також характеризується традиціями Вендельського періоду і сучасними науковцями переважно не визнається незалежним стилем.
Довжиною понад 21 метр, Озеберзький корабель містив скелети двох жінок та багато цінних об'єктів, більшість яких були вкрадені грабіжниками достатньо давно. Верхівка форштевеня зображує звіра, що хапає, по якому розташований орнамент з переплетених тварин, які хапають та кусають. Це є поєднання звіриних форм та сплетіння.

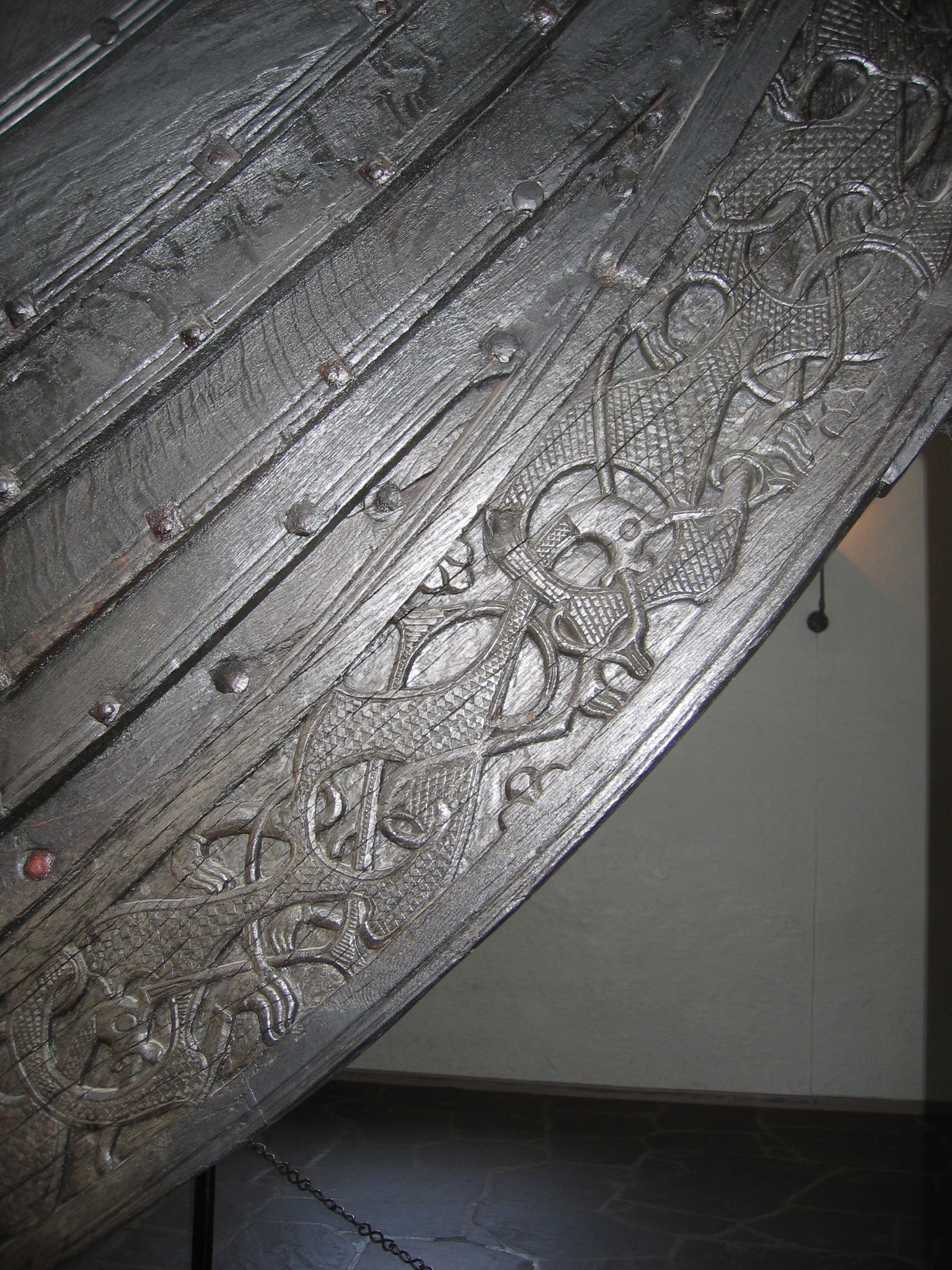
Деталь Озеберзького корабля
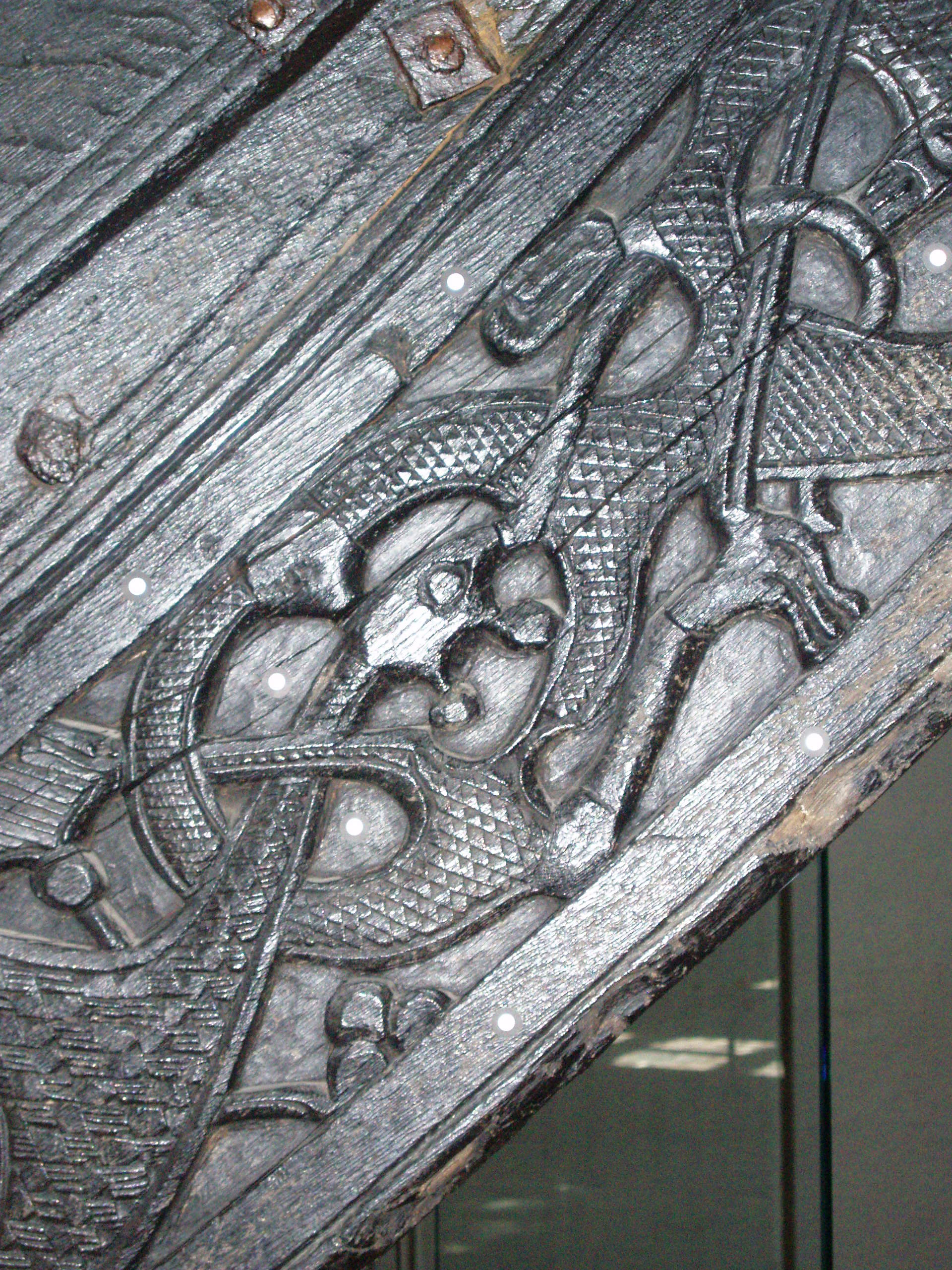
Деталь дуги корабля

### Стиль Борре

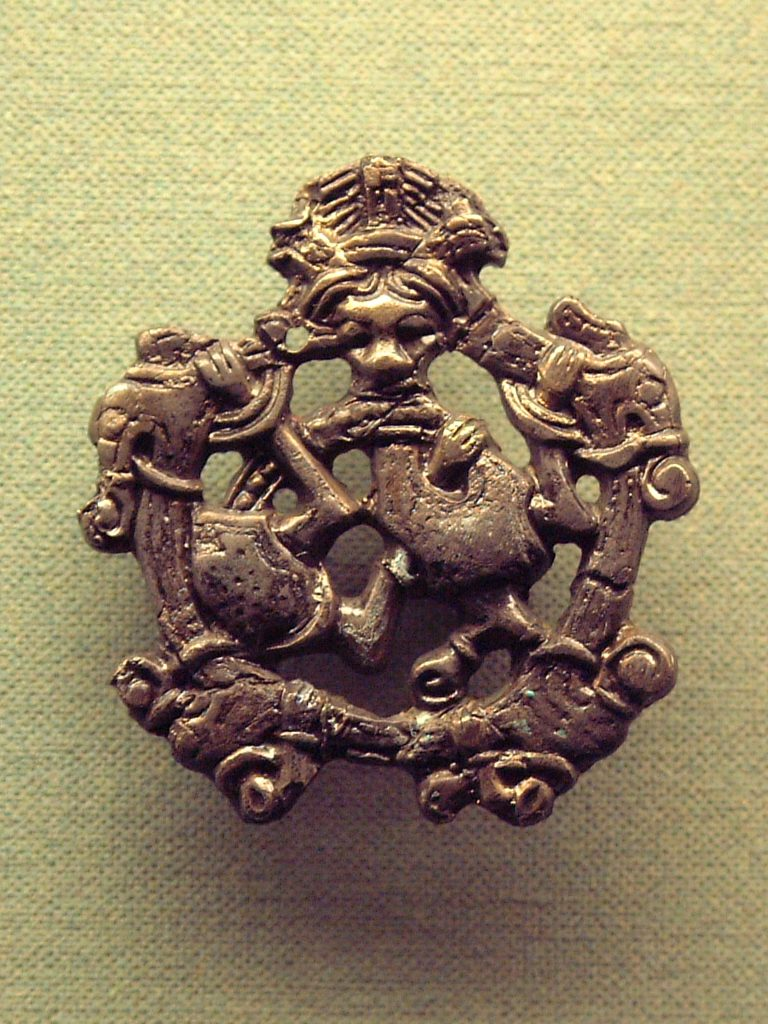
Бронзова підвіска з Хедебю

Стиль Борре (англ. Borre Style) включає ряд геометричних орнаментів зі сплетіння та вузлів та зооморфічних (єдина тварина) мотивів, вперше виділений для групи елементів упряжі з позолоченої бронзи, знайдених у корабельному похованні на курганному цвинтарі Борре поблизу селища Борре, Вестфол, Норвегія, звідки і пішла назва стилю. Стиль Борре домінував у Скандинавії з кінця 9-го по кінець 10-го ст., що визначено на підставі дендрохронологічного аналізу з розкопок з артефактами стилю Борре
«Звір, що хапає» з тілом у вигляді стрічки залишається характерним і для цього стилю. Як і з геометричним орнаментом цієї фази північного мистецтва, візуальне враження від стилю формується заповненням всього наявного простору: тварини-стрічки тісно переплетені та розташовані для створення тісних, закритих композицій; в результаті задній план повністю відсутній — ця характеристика стилю Борре різко контрастує з більш відкритими та текучими композиціями Еллінзького стилю, з яким він частково перетинається на часовій шкалі.
Ще одна характеристика стилю Борре — симетричний двоконтурний 'кільцевий ланцюг' (або  'кільцева коса'), яка складається з зчеплених кілець, розділених поперечними барами (перетинками) та тонкими ромбами. Деколи такий ланцюг закінчується горельєфом голови звіря, як наприклад у фітингах для ременів з Борре та Гокстаду.
Межі орнаментів у роботах по металу часто «надщерблені»  для імітації філігранного дроту, який використовувався у найкращих зразках.

### Еллінзький стиль
Еллінзький стиль (англ. Jellinge Style) — це фаза у скандинавському звіриному стилі протягом 10-го ст. Стиль характеризується підкреслено стилізованими та часто схожими на стрічки тілами тварин в орнаменті. Початково до нього відносили комплекс об'єктів у Еллінгу, Данія, наприклад великий рунічний камінь Гаральда I Синьозубого, однак пізніші дослідження категоризують їх як належні до Мамменського стилю.

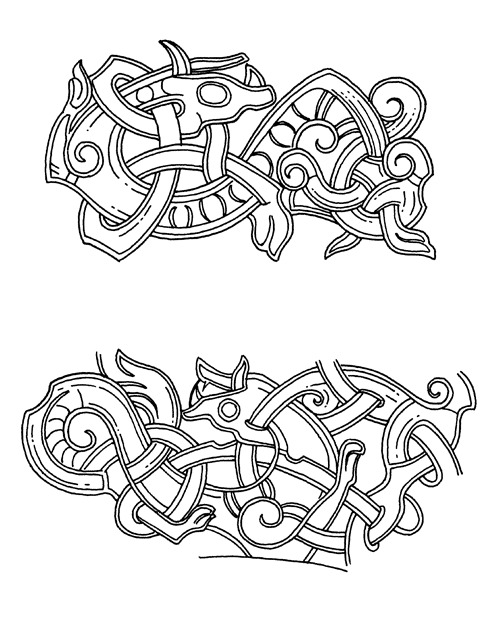
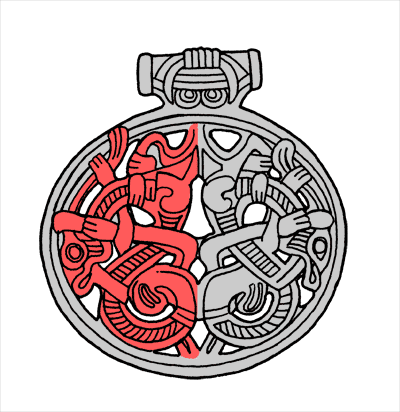

### Мамменський стиль

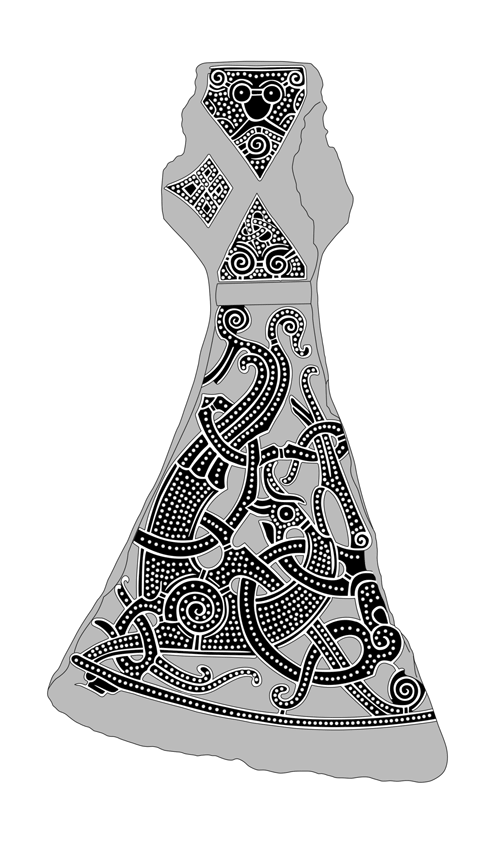
Обух сокири з Маммена. Залізо зі срібним гравіруванням.

Маммензький стиль (англ. Mammen Style) отримав назву за своїм типо-об'єктом, — сокирою, знайденою у поховальному кургані багатого чоловіка (Bjerringhø) у Маммені, Ютландія, Данія (на основі дендрохронології, дерево, використане при будівництві поховальної камери, було зрізане зимою 970—971 рр.). Багато прикрашена з обох сторін срібним орнаментом, залізна сокира ймовірно була церемоніальною парадною зброєю, власністю чоловіка князівського статусу, чий поховальний одяг прикрашений складною вишивкою та окантований шовком та хутром.

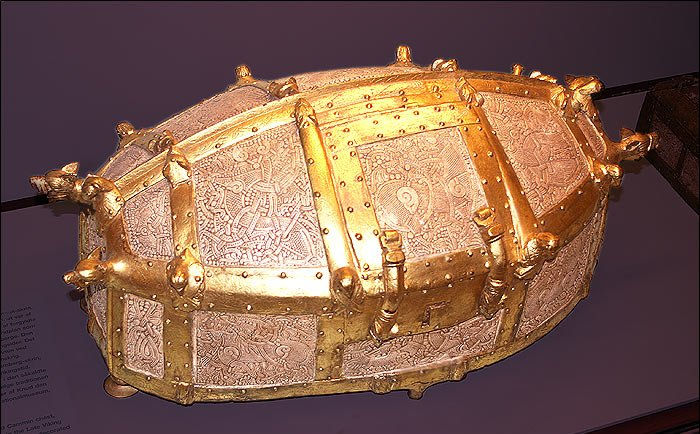
Репліка оригінальної, але втраченої Камміної шкатулки, маленького золотого релікварію епохи вікінгів у Мамменському стилі (Національний музей Данії).

Характерним зразком є Мамменська сокира. З одного боку на ній зображено великого птаха, тіло якого покрито крапками, гребінцем, круглим оком та розташованими вертикально головою та дзьобом зі складкою. Велика черепашкова спіраль позначає стегно птаха, звідти виходять тонкі видовжені крила: праве крило переплітається з шиєю птаха, ліве — з тілом та хвостом. Зовнішній край крила має напівкруглу «щербину», характерну для Мамменського стиля. Хвіст зображений як потрійний вусик — з відкритими, схожими на гачки кінцями, — що є характеристикою Мамменського стиля в цілому. Згори, поблизу держака, на сокирі розташований переплетений вузол з одного боку та трикутна людська маска (з великим носом, вусами та спіральною бородою) з іншого; остання є улюбленим мотивом Мамменського стиля, запозичений з раніших стилів. З іншого боку на Мамменській сокирі розташований рослинний (листяний) орнамент, який виходить зі спіралей в основі тонкими вусиками, прикрашеними крапками, що поширюються та переплітаються по всьому обуху у напрямку держака.

### Стиль Рінгеріке
Стиль Рінгеріке (англ. Ringerike Style) — це скандинавський звіриний стиль кінця 10-го — 11-го ст., що розвинувся з ранішого Мамменського стилю. Він отримав назву за групою рунічних каменів з тваринними та рослинними мотивами в районі Рінгеріке на північ від Осло, Норвегія, де місцевий червонуватий пісковик широко використовувався для різьблення каменів у цьому стилі.. Найбільш поширені мотиви — леви, птахи, стрічкові звірі та спіралі. Деякі елементи вперше з'являються у скандинавському мистецтві, наприклад різні хрести, пальметти (віяла) та вузи у форму претцеля, що поєднують два мотиви. Більшість мотивів мали відповідників у Англо-саксонському мистецтві та Оттонському мистецтві.

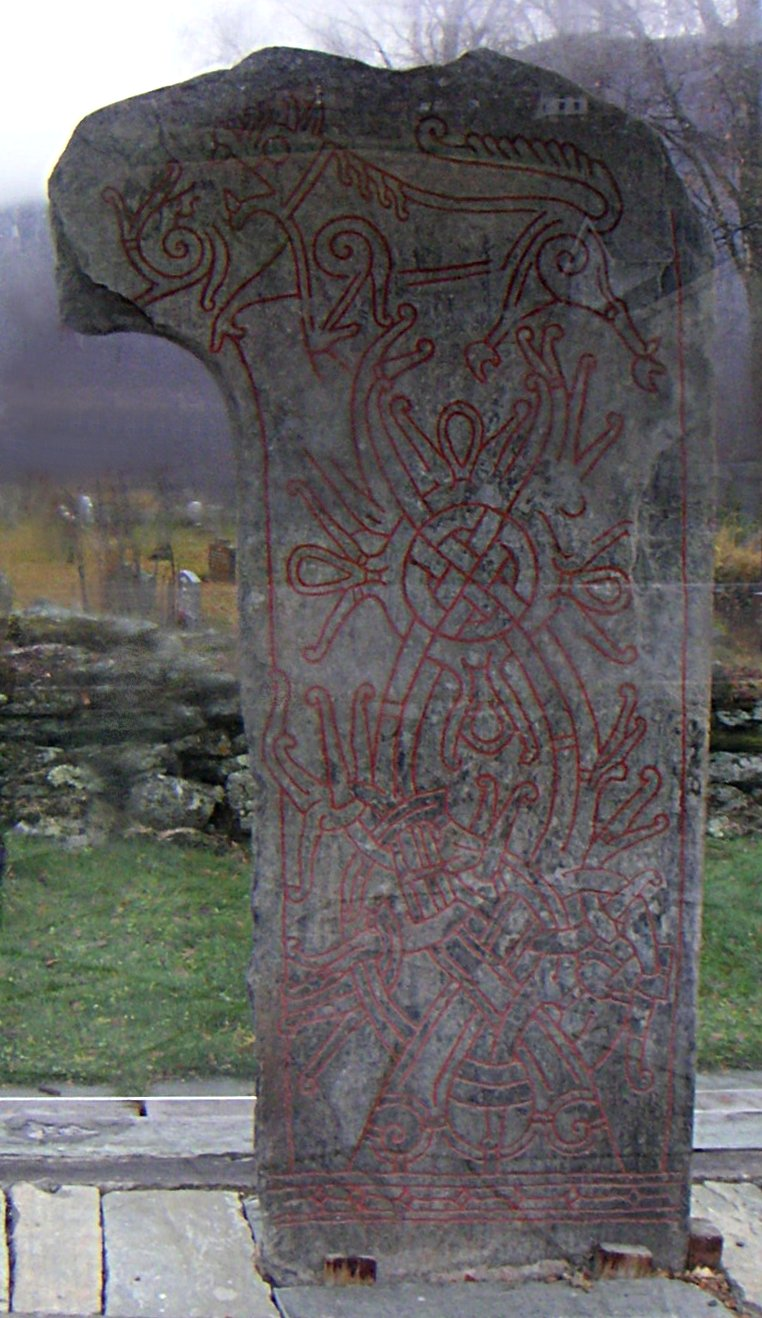
Камінь Ванг

Типовий об'єкт, який найчастіше використовують для визначення стилю Рінгеріке, — це різьблений камінь висотою 2,15 м з Вангу у Опплані. Крім рунічного меморіального напису по його правому краю, основна частина каменю заповнена збалансованим орнаментом з вусиків, які поширюються з двох черепашкових спіралей понизу: основні стебла двічі перетинаються за закінчуються вусиками. На перетині, з кілець відходять додаткові вусики, з центру кілець з вусиків у верхній частині відходять грушеподібні форми. Хоча за задумом з осьовою симетрією, розташування вусиків демонструє базову асиметрію. Згори орнаменту з вусиків розташована велика крокуюча тварина з двоконтурним рендерингом зі спіральними стегнами та губною складкою. У порівнянні з звіриного орнаменту каменя з Вангу з Мамменською сокирою, у останній не має осьової симетрії, які присутня на камені, а її вусики значно менш дисципліновані: мамменські завитки є хвилястими, а завитки Вангу більш «натягнуті» та рівно вигнуті — це є основною різницею між орнаментами Маммена та Рінгеріке. Однак взаємозв'язок між цими стилями очевидний, наприклад при порівнянні звіря каменя з Вангу зі звіром на рунічному камені Еллінгу.

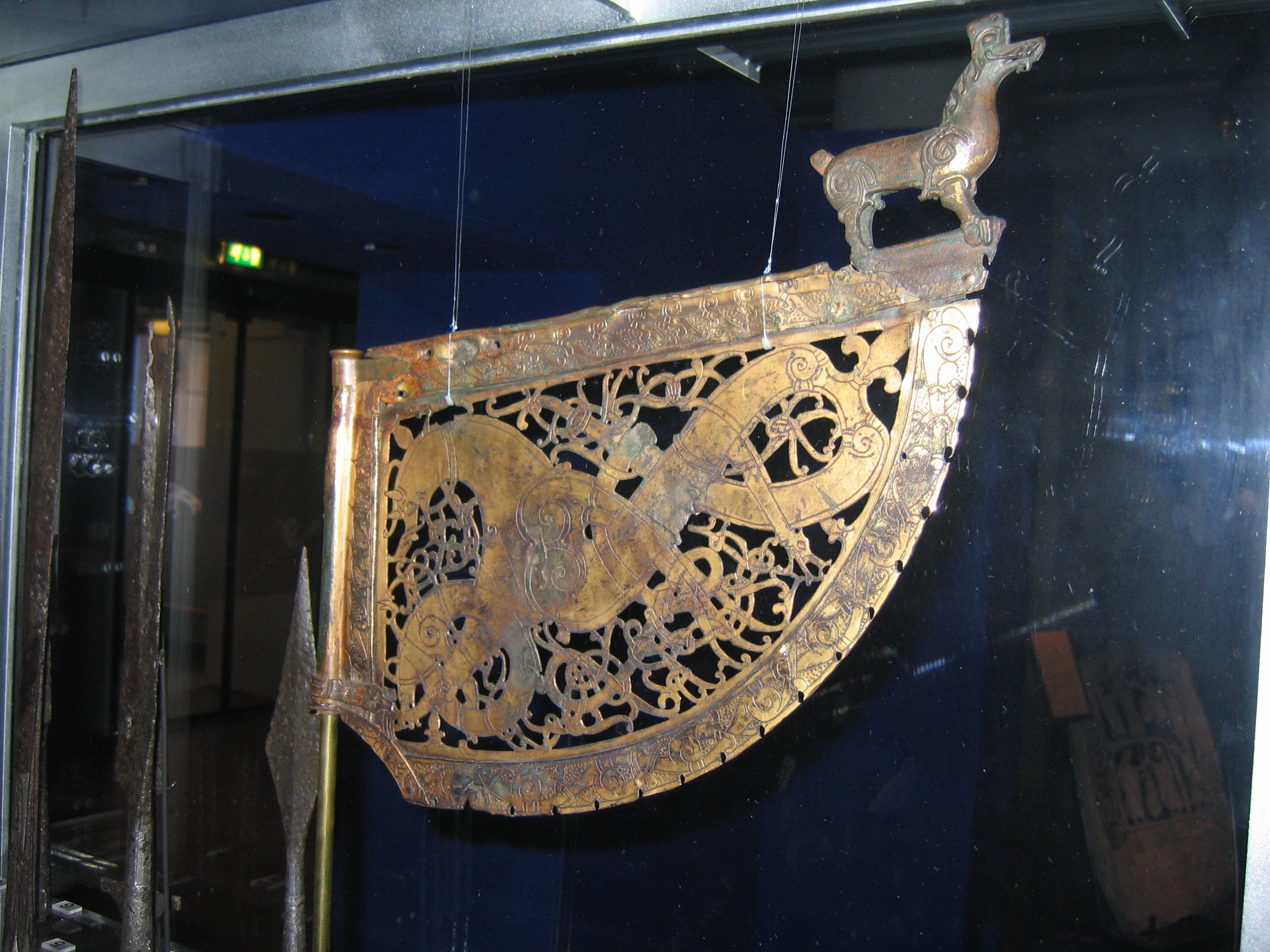
Флюгер з Серерали.

В частині робіт по металу стиль Рінгеріке найкраще характеризується двома мідно-позолоченими флюгерами, з Келлунге та Седерали, Швеція. На одній зі сторін першого зображені дві аксіально-побудовані петлі у вигляді змій, з яких в свою чергу проростають симетрично розміщені вусики. Голови змій, а також тварина і змія на зворотному боці, є більш вигадливими, ніж на камені з Ванга: всі мають губну складку, змії мають косички, а всі тварини мають грушоподібні очей з точкою, спрямованою на морду — діагностична особливість стилю Рінгеріке.

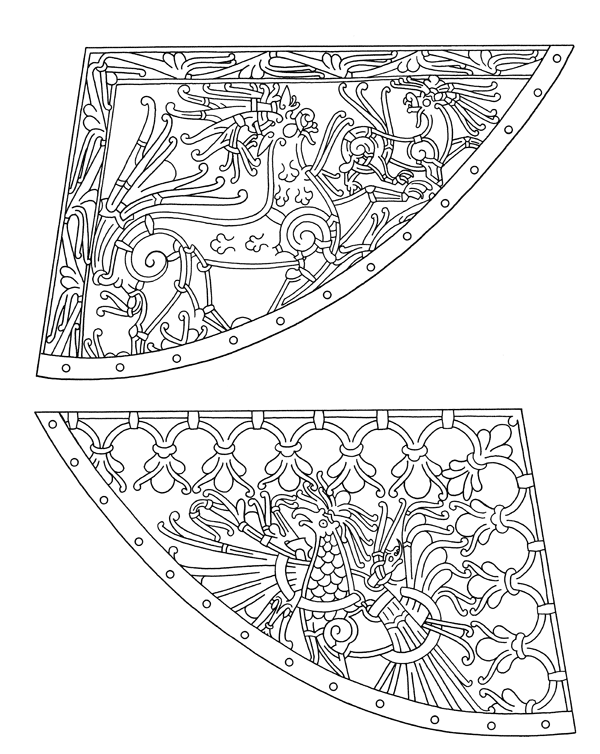
Флюгер
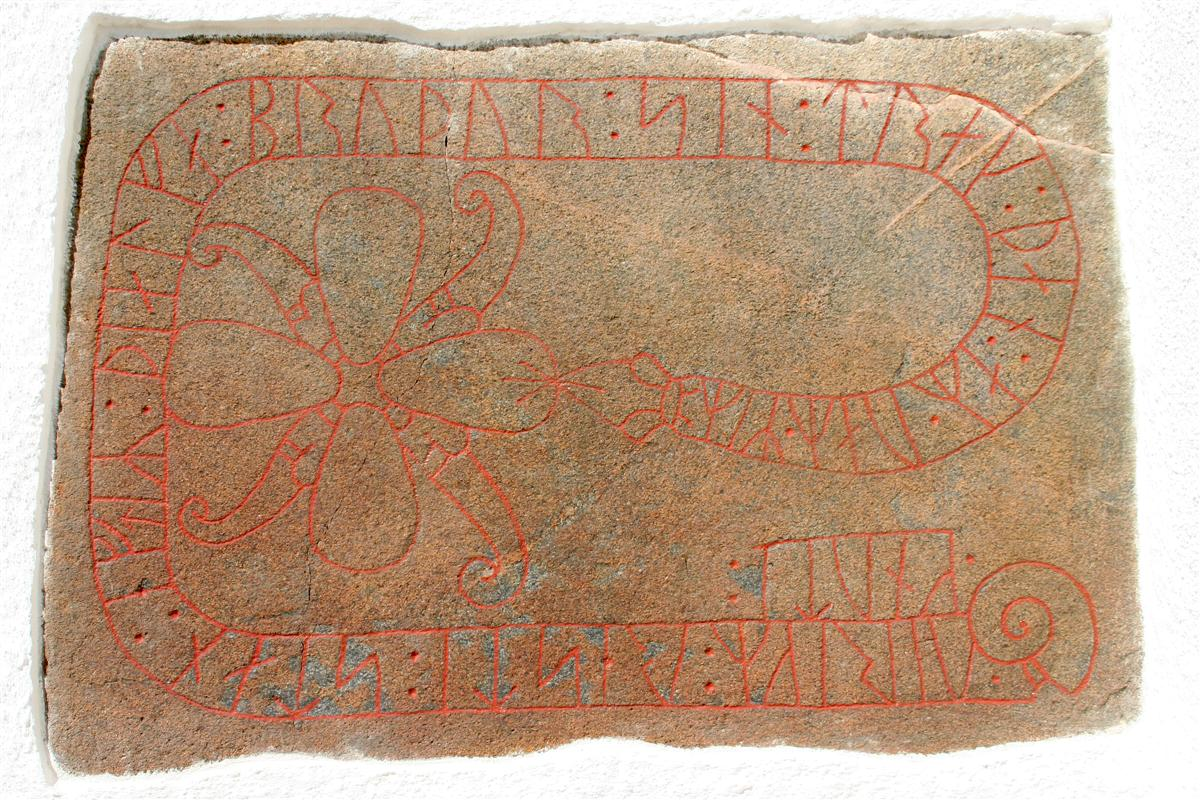
Рунічний камінь Ög 111 з хрестом у стилі Рінгеріке
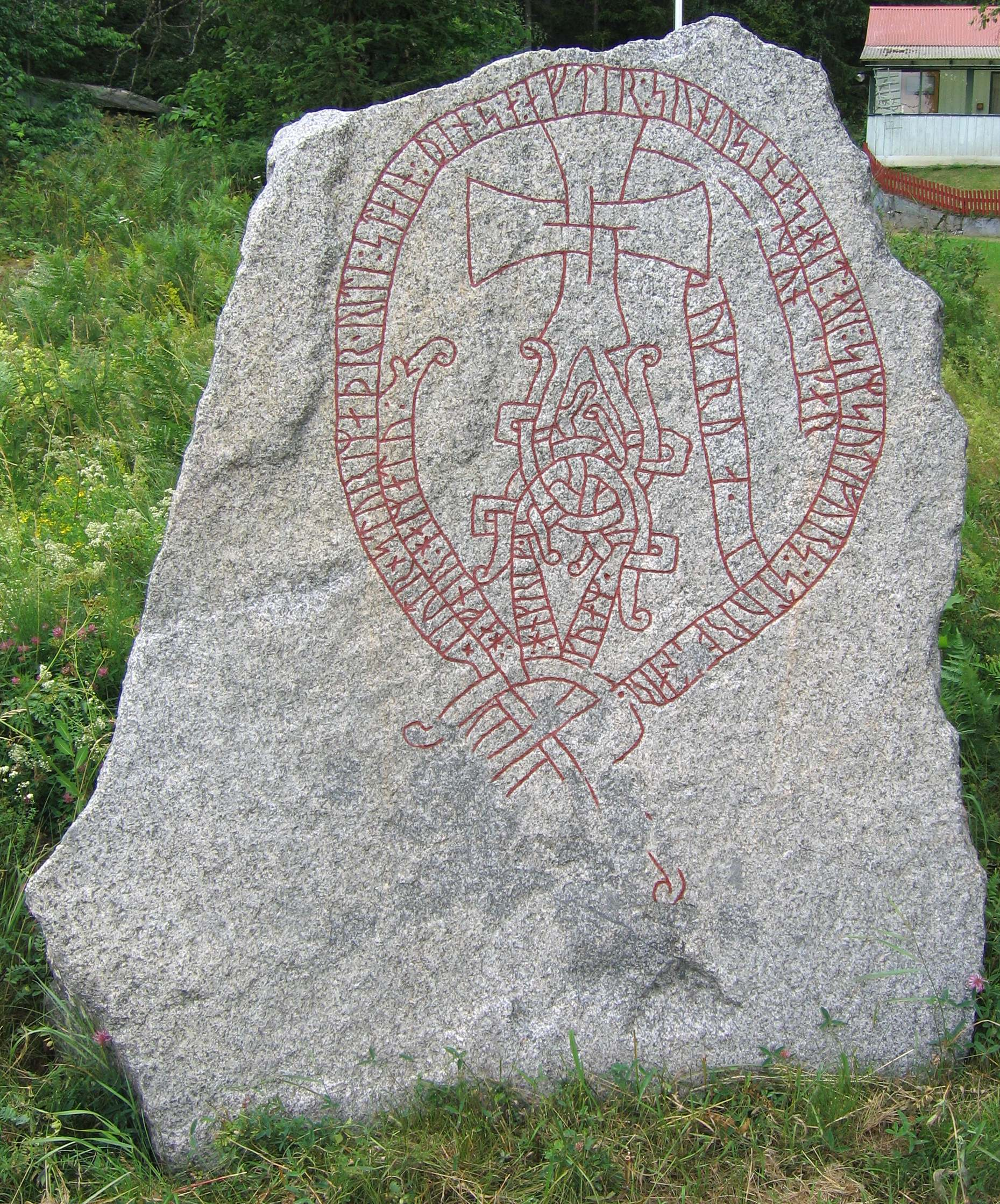
Рунічний камінь U 1016 у Фюкбі
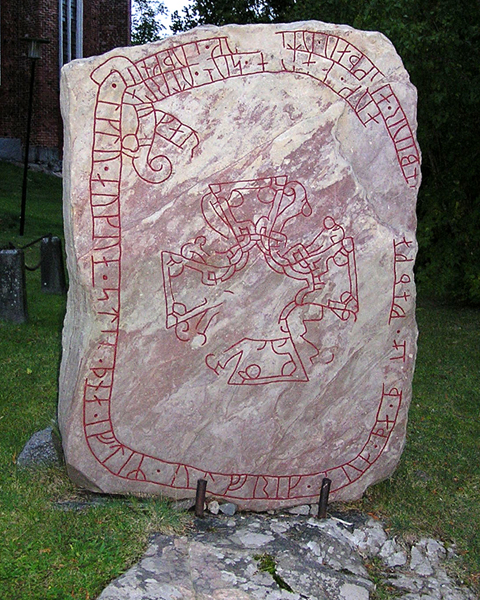
Рунічний камінь Sö 280 біля собору Стренгес
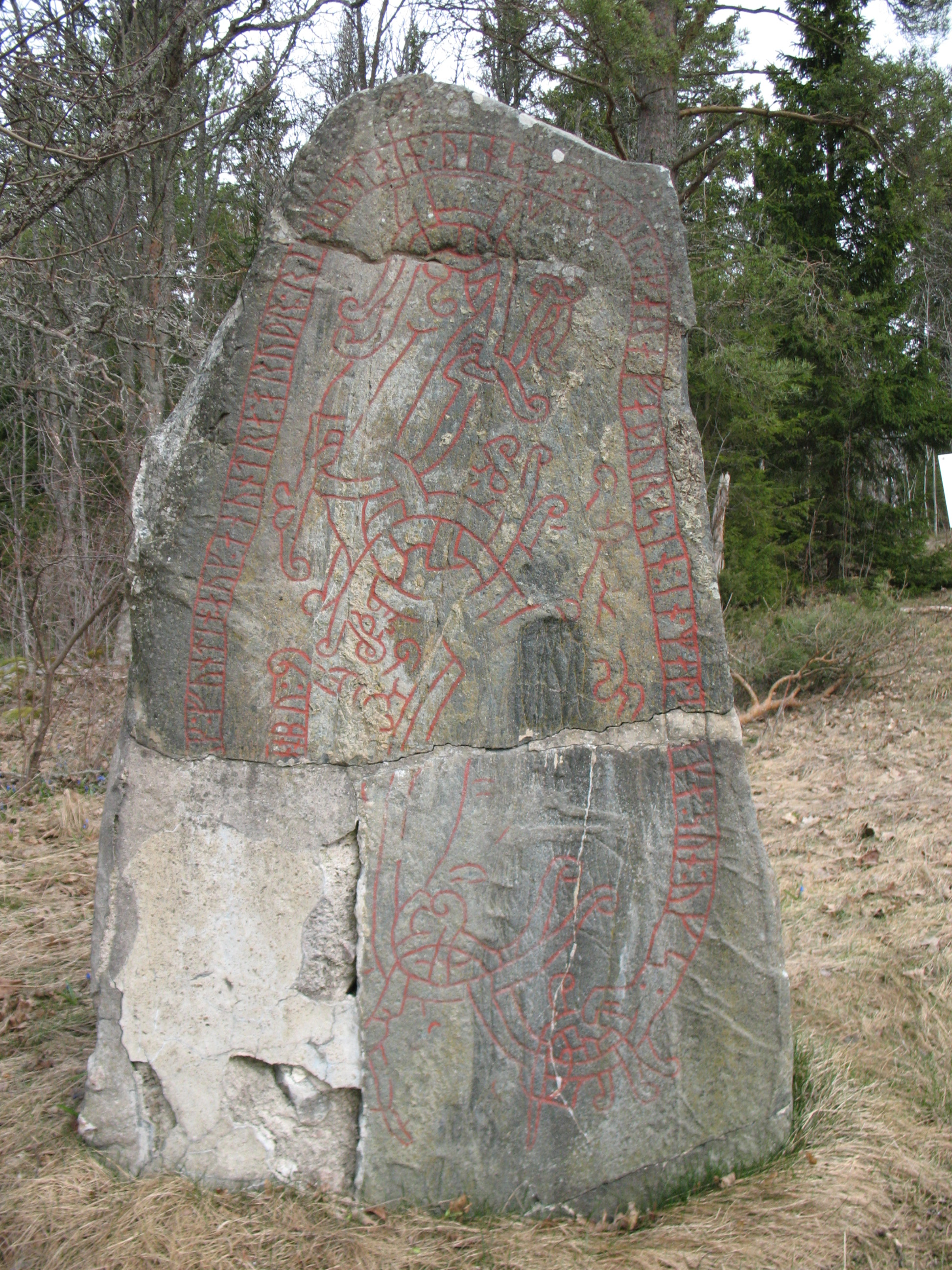
Рунічний камінь U 1146 у Гіллбергу, Уппланд

### Урнеський стиль

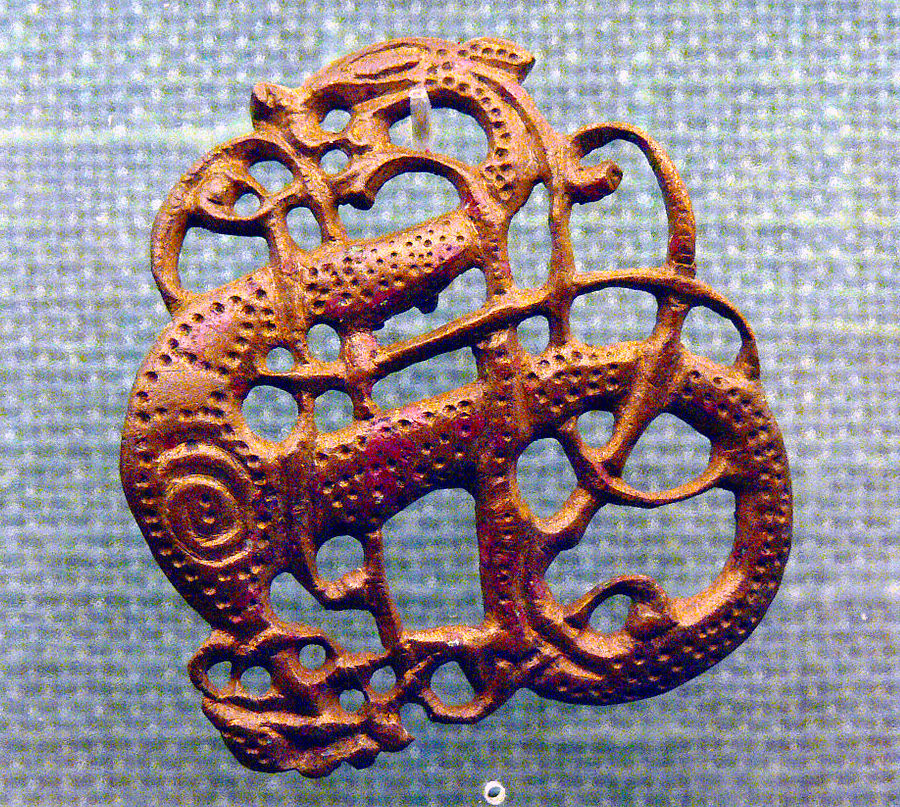
Бронзовий орнамент з Данії.

Урнеський стиль (англ. Urnes Style) був останньою фазою скандинавського звіриного стилю протягом другої половини 11-го ст. — на початку 12-го ст. Стиль названий за північними воротами Урнеської ставкірки у Норвегії, однак більшість його артефактів — рунічні камені Уппланда, Швеція, тому деякі вчені називають його «стилем рунічних каменів».
Стиль характеризується тонкими та стилізованими тваринами, переплетеними у тісні орнаменти. Голови тварин наведені у профіль, вони мають витончені мигдалеподібні очі та закруглені вгорі вирости на носах та шиях.

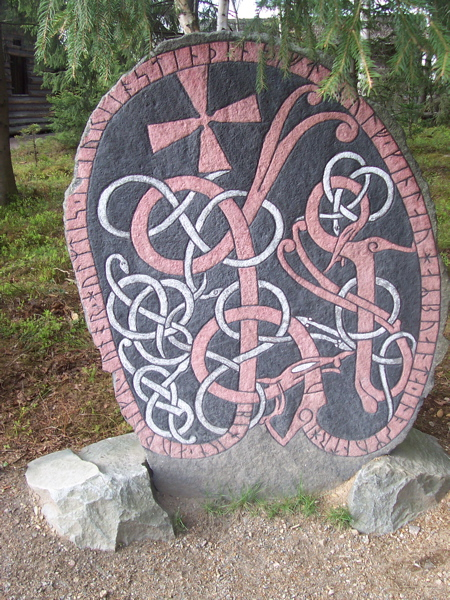
Уппландський рунічний напис 871 показує майстерність Осмунда у ранньому Урнеському стилі.

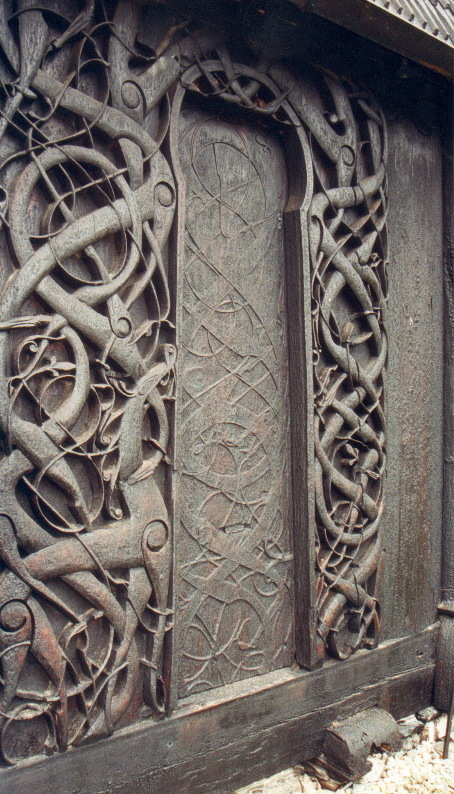
Однойменне різьблення на Урнеській ставкірці є прикладом пізнього Урнеського стилю.

#### Ранній Урнеський стиль
Датування раннього Урнеського стилю переважно засновано на рунічному камені U 343, рунічному камені U 344 та срібній чаші бл. 1050 року, яка була знайдена поблизу Лілла Валла. Рання версія цього стилю на рунічних каменях складається з т. зв. Англійських рунічних каменів, які розповідають про данські гроші та Канута Великого, та праць рунічного майстра Осмунда Корессона (норв. Åsmund Kåresson).

#### Середній Урнеський стиль
Середній Урнеський стиль досить уніфіковано датований з огляду на його появу на монетах Гаральда III Суворого (1047—1066) та Олафа ІІІ (1080—1090). Два різьблення по дереву з Осло датовані бл. 1050—1100 роками, а дощечка з Хернінга дендрохронологічно датована бл. 1060—1070. Однак певні свідчення дозволяють припустити, що середній Урнеський стиль розвинувся до 1050 року у форматі, представленому рунічними майстрами Фотом та Баллі.

#### Пізній Урнеський стиль
Середній Урнеський стиль залишався популярним паралельно до пізнього Урнеського стиля рунічного майстра Епіра (норв. Öpir). Він відомий стилем, у якому тварини надзвичайно тонкі та утворюють кругові орнаменти у відкритих композиціях. Цей стиль не був унікальним для Епіра та Швеції, адже також з'являється на дощечці з Болстада (Bølstad) та стільці з Тронгейма, Норвегія.
Рунічні камені Ярлабанки демонструють риси цього стилю та середнього Урнеського стилю Фота та Баллі, і саме тип стилю Фота-Баллі змішався з романським стилем у 12-му ст.

#### Урнесько-романський стиль
Урнесько-романський стиль не присутній на рунічних каменях, що дозволяє припустити, що традиція створення рунічних каменів вимерла на час появи змішаних стилів (адже вона присутня на Готланді та на материковій Швеції). Урнесько-романський стиль можна незалежно датувати завдяки артефактам з Осло періоду 1100—1175 рр., дендрохронологічному датуванню фронталу церкви Лісб'єргу у Данії 1135 роком, та ірландським релікваріям, які датуються другою половиною 12-го ст.

## Нотатки
1. ↑  Maurizio Tani, Le origini mediterranee ed eurasiatiche dell'arte vichinga. Casi esemplari dall'Islanda, in Studi Nordici (Roma), XIII, 2006, pp. 81–95
2. ↑  Kleiner, Gardner's Art Through The Ages: The Western Perspective, Volume I, 288.
3. ↑  Graham-Campbell, J., Viking Art, 2013, p.46.
4. ↑  Graham-Campbell, J., Viking Art, 2013, p.46-47.
5. ↑  Graham-Campbell, J., Viking Art, 2013, p.47.
6. ↑  Salin 1904
7. ↑  Arwidsson 1942a, 1942b
8. ↑  The Broa/Oseberg Style (Viking Art Styles). Архів оригіналу за 1 лютого 2014. Процитовано 29 березня 2016.
9. ↑  Viking Ship from Oseberg (The Viking Rune: All Things Norse)
10. ↑  Стаття djurornamentik на Nationalencyklopedin (1991).
11. ↑  Датовані місця розкопок Борре включають Борре (бл. 900), Гокстад (900—905), Туне (905—910), Фіркат (980) та Треллеборг (980/1), а також кілька скарбів, датованих за монетами; cf. Bonde and Christensen 1993.<
12. ↑  Borre style (Trustees of the British Museum)
13. 1 2 3 4  Стаття jellingestil у Nationalencyklopedin (1993).
14. ↑  У самому Рінгеріке був однак знайдений лише один камінь у цьому стилі, у Танберзі; cf. Fugelesang 1980:pl.38.
15. 1 2 3 4  Стаття urnesstil У Nationalencyklopedin (1996).
16. 1 2  Fuglesang, S.H. Swedish runestones of the eleventh century: ornament and dating, Runeninschriften als Quellen interdisziplinärer Forschung (K.Düwel ed.). Göttingen 1998, pp. 197—218. p. 206
17. 1 2 3 4 5 6  Fuglesang, S.H. Swedish runestones of the eleventh century: ornament and dating, Runeninschriften als Quellen interdisziplinärer Forschung (K.Düwel ed.). Göttingen 1998, pp. 197—218. p. 207
18. 1 2  Fuglesang, S.H. Swedish runestones of the eleventh century: ornament and dating, Runeninschriften als Quellen interdisziplinärer Forschung (K.Düwel ed.). Göttingen 1998, pp. 197—218. p. 208

### Передісторія
- Brink, S. with Price, N. (eds) (2008). The Viking World, [Routledge Worlds], Routledge: London and New York, 2008. ISBN 9780415692625
- Graham-Campbell, J. (2001), The Viking World, London, 2001. ISBN 9780711234680

### Загальні огляди
- Anker, P. (1970). The Art of Scandinavia, Volume I, London and New York, 1970.
- Fuglesang, S.H. (1996). «Viking Art», in Turner, J. (ed.), The Grove Dictionary of Art, Volume 32, London and New York, 1996, pp. 514–527, 531—532.
- Graham-Campbell, J. (1980). Viking Artefacts: A Select Catalogue, British Museum Publications: London, 1980. ISBN 9780714113548
- Graham-Campbell, James (2013). Viking Art, Thames & Hudson, 2013. ISBN 9780500204191
- Fred S.Kleiner, Gardner's Art Through The Ages: The Western Perspective, Volume I. (Boston, Mass.: Wadsworth Cengage Learning, 2009)
- Roesdahl, E. and Wilson, D.M. (eds) (1992). From Viking to Crusader: Scandinavia and Europe 800—1200, Copenhagen and New York, 1992. [exhibition catalogue]. ISBN 9780847816255
- Williams, G., Pentz, P. and Wemhoff, M. (eds), Vikings: Life and Legend, British Museum Press: London, 2014. [exhibition catalogue]. ISBN 9780714123363
- Wilson, D.M. & Klindt-Jensen, O. (1980). Viking Art, second edition, George Allen and Unwin, 1980. ISBN 9780047090189

### Наукові дослідження
- Arwidsson, G. (1942a). Valsgärdestudien I. Vendelstile: Email und Glas im 7.-8. Jahrhundert, [Acta Musei antiquitatum septentrionalium Regiae Universitatis Upsaliensis 2], Uppsala: Almqvist, 1942.
- Arwidsson, G. (1942b). Die Gräberfunde von Valsgärde I, Valsgärde 6, [Acta Musei antiquitatum septentrionalium Regiae Universitatis Upsaliensis 1], Uppsala: Almqvist & Wiksell, 1942.
- Bailey, R.N. (1980). Viking Age Sculpture in Northern England, Collins Archaeology: London, 1980. ISBN 9780002162289
- Bonde, N. and Christensen, A.E. (1993). «Dendrochronological dating of the Viking Age ship burials at Oseberg, Gokstad and Tune, Norway», Antiquity 67 (1993), pp. 575–583.
- Bruun, Per (1997)."The Viking Ship, " Journal of Coastal Research, 4 (1997): 1282—1289. http://www.jstor.org/stable/4298737
- Capelle, T. (1968). Der Metallschmuck von Haithabu: Studien zur wikingischen Metallkunst, [Die Ausgrabungen in Haithabu 5], Neumunster: K. Wachholtz, 1968.
- James Curle, "A Find of Viking Relics in the Hebrides, " The Burlington Magazine for Connoisseurs 162 (1916): 241—243.http://www.jstor.org/stable/860122
- Fuglesang, S.H. (1980). Some Aspects of the Ringerike Style: A Phase of 11th Century Scandinavian Art, [Mediaeval Scandinavia Supplements], University Press of Southern Denmark: Odense, 1980. ISBN 9788774921837
- Fuglesang, S.H. (1981). «Stylistic Groups in Late Viking and Early Romanesque Art», Acta ad Archaeologiam et Artium Historiam Pertinentia, [Series altera in 8°] I, 1981, pp. 79–125.
- Fuglesang, S.H. (1982). «Early Viking Art», Acta ad Archaeologiam et Artium Historiam Pertinentia [Series altera in 8°] II, 1982, pp. 125–173.
- Fuglesang, S.H. (1991). «The Axe-Head from Mammen and the Mammen Style», in Iversen (1991), pp. 83–108.
- Fuglesang, S.H. (1998). «Swedish Runestones of the Eleventh Century: Ornament and Dating», in Düwel, K. and Nowak, S. (eds), Runeninschriften als Quellen interdisziplinärer Forschung: Abhandlungen des vierten internationalen Symposiums über Runen und Runeninschriften in Gottingen vom 4.-9. August 1995, Göttingen: Walter de Gruyter, 1998, pp. 197–218.
- Fuglesang, S.H. (2001). «Animal Ornament: the Late Viking Period», in Müller-Wille and Larsson (eds) (2001), pp. 157–194.
- Fuglesang, S.H. (2013). «Copying and Creativity in Early Viking Ornament», in Reynolds and Webster (eds) (2013), pp. 825–841.
- Hedeager, L. (2003). «Beyond Mortality: Scandinavian Animal Styles AD 400—1200», in Downes, J. and Ritchie, A. (eds), Sea Change: Orkney and Northern Europe in the Later Iron Age AD 300—800, Balgavies, 2003, pp. 127–136. ISBN 9781874012382
- Iversen, M. (ed.) (1991). Mammen: Grav, Kunst og Samfund i Vikingetid, [Jysk Arkæologisk Selskabs Skrifter XXVIII], Højbjerg, 1991. ISBN 8772885718
- Kershaw, J. (2008). «The Distribution of the 'Winchester' Style in Late Saxon England: Metalwork Finds from the Danelaw», Anglo-Saxon Studies in Archaeology and History 15 (2008), pp.254-269. Academic.edu — registration required
- Krafft, S. (1956). Pictorial Weavings from the Viking Age, Oslo: Dreyer, 1956.
- Lang, J.T. (1984). «The hogback: a Viking colonial monument», Anglo-Saxon Studies in Archaeology and History 3 (1984), pp.85-176.
- Lang, J.T. (1988). Viking Age Decorated Wood: A Study of its Ornament and Style, Dublin: Royal Irish Academy, 1988. ISBN 9780901714695
- Müller-Wille, M. and Larsson, L.O. (eds) (2001). Tiere — Menschen — Götter: Wikingerzeitliche Kunststile und ihre Neuzeitliche Rezeption, Vandenhoeck & Ruprecht: Gottingen, 2001. ISBN 9783525863091
- Myhre, B. (1992). «The Royal Cemetery at Borre, Vestfold: A Norwegian Centre in a European Periphery», in Carter, M. (ed.), The Age of Sutton Hoo. The Seventh Century in North-West Europe, Woodbridge: Boydell, 1992.
- Owen, O. (2001). «The strange beast that is the English Urnes Style», in Graham-Campbell, J. et al. (eds), Vikings and the Danelaw — Selected Papers from the Proceedings of the Thirteenth Viking Congress, Oxford: Oxbow, 2001, pp.203-222.
- Paterson, C. (2002). «From Pendants to Brooches — The Exchange of Borre and Jelling Style Motifs across the North Sea», Hikuin 29 (2002), pp.267-276.
- Reynolds, A. and Webster, L. (eds) (2013), Early Medieval Art and Archaeology in the Northern World—Studies in Honour of James Graham-Campbell, Brill: Leiden and Boston, 2013. ISBN 9789004235038
- Richards, J.D. and Naylor, J. (2010). «The metal detector and the Viking Age in England», in Sheehan, J. and Corráin, D. Ó. (eds), The Viking Age. Ireland and the West. Proceedings of the Fifteenth Viking Congress, Dublin: Four Courts Press, 2010, pp.338-352.
- Roesdahl, E. (1994). «Dendrochronology and Viking Studies in Denmark, with a Note on the Beginning of the Viking Age», in Abrosiani, B. and Clarke, H. (eds), Developments around the Baltic and the North Sea in the Viking Age, Stockholm: Birka Project for Riksantikvarieämbetet and Statens Historiska Museer, 1994, pp.106-116.
- Roesdahl, E. (2010a). «Viking Art in European Churches (Cammin — Bamberg — Prague — León)», in Sheehan and Ó Corráin (eds) (2010), pp.149-164.
- Roesdahl, E. (2010b). «From Scandinavia to Spain: a Viking Age Reliquary in León and its Significance», in Sheehan, J. and Corráin, D. Ó. (eds), The Viking Age. Ireland and the West. Proceedings of the Fifteenth Viking Congress, Dublin: Four Courts Press, 2010, pp.353-360.
- Salin, Bernhard (1904). Die altgermanische Thieronamentik, Stockholm: Wahlström & Widstrand, 1904.
- Sheehan, J. and Ó Corráin, D. (eds) (2010). The Viking Age: Ireland and the West. Proceedings of the XVth Viking Congress, Cork, 2005., Dublin and Portland: Four Courts Press, 2010. ISBN 9781846821011
- Shetelig, H. (1920). Osebergfundet, Volume III, Kristiania, 1920.
- Wilson, D.M. (2001). «The Earliest Animal Styles of the Viking Age», in Müller-Wille and Larsson (eds) (2001), pp.131-156.
- Wilson, D.M. (2008a). «The Development of Viking Art», in Brink with Price (2008), pp.323-338.
- Wilson, D.M. (2008b). The Vikings in the Isle of Man, Aarhus: Aarhus University Press, 2008. ISBN 9788779343702